# Nagy Olga
Nagy Olga (Nagyernye, 1921. január 2. – Sepsiszentgyörgy, 2006. november 2.) író, újságíró, néprajzkutató.

## Életpályája
Romániai magyar folklórkutató. Édesapja gazdatiszt volt. Tanítói oklevelet szerzett. 1940-ben tanító volt Kisiklódon, majd 1945-től Széken. 1950-ben a kolozsvári Bolyai Tudományegyetemen magyar-néprajz szakon tanári diplomát szerzett. 1952-től 1958-ig szerkesztő, majd a kolozsvári folklór intézet tudományos munkatársa lett. Szűkebb szakterülete a népmesekutatás. 1990-ben bekapcsolódott a kolozsvári székhelyű Kriza János Néprajzi Társaság munkájába.
„Nagy Olga utolsó éveiben tudatosan visszavonult a kolozsvári közéletből, színésznő lányánál élt Háromszéken, ahol 2006. november 2-án csendesen elhunyt. Szűk rokoni és szakmai körben temették el Sepsiszentgyörgyön, a szemerjai temetőben november 6-án a református egyház szertartása szerint.” (Pozsony Ferenc, Korunk, 2007. április)

## Főbb művei
- Előbb a tánc, azután a lakoma. Mezőségi népmesék (1954)
- A vidámság madara. Mesék; Ifjúsági, Bukarest, 1954
- Az üveghegyi rózsa; Ifjúsági, Bukarest, 1956
- A három táltos varjú. Mezőségi népmesék; Ifjúsági, Bukarest, 1958
- A vén pákász meséi; Ifjúsági, Bukarest, 1960
- Lányok a bentlakásban. Regény; Ifjúsági, Bukarest, 1960
- A kopasz király. Mesék; Ifjúsági, Bukarest, 1963
- Szidi. Regény; Ifjúsági, Bukarest, 1964
- Vadvizek; Ifjúsági, Bukarest, 1965
- Madár kék mezőben. Regény; Ifjúsági, Bukarest, 1968
- Lűdérc sógor (Erdélyi magyar népmesék, Bukarest, 1969)
- A nap húga meg a pakulár. Marosmenti, kalotaszegi és mezőségi mesék (Kolozsvár, 1973)
- Hősök, csalókák, ördögök. Esszé a népmeséről (Bukarest, 1974)
- A mesemondó Jakab István (társszerzővel, Bukarest, 1974)
- Mesék Napkirály és Földtündér fiairól; Creanga, Bukarest, 1974
- Széki népmesék (Bukarest, 1976)
- A szegény ember táltos tehene (Mérai népmesék, Kolozsvár, 1976)
- Paraszt Dekameron (Válogatás népi tréfákból és elbeszélésekből, Budapest, 1977) ISBN 9632705874
- Zöldmezőszárnya (Marosszentkirályi cigány népmesék, Budapest, 1978)
- A táltos törvénye. Népmese és esztétikum (Bukarest, 1978)
- Újabb paraszt Dekameron (Budapest, 1983)
- Szőnyegbezárt álmok. Két erdélyi szövőasszony művészi pályája (Csíkszereda, 1987)
- Asszonyok könyve (Budapest, 1988)
- A törvény szorításában. Paraszti értékrend és magatartásformák (Budapest, 1989)
- Világgá futó szavak. Havadi beszélgetések (Budapest, 1990)
- Gyónás (Budapest, 1991)
- Táltos és Pegazus (Budapest, 1993)
- Barangolásaim varázslatos tájban. Cigány barátaim között (Székelyudvarhely, 1993)
- Népi változatok szerelemre és házasságra (Székelyudvarhely, 1994)
- Pályakép fénnyel és árnyékkal (Székelyudvarhely, 1995)
- Poraiból újraéledő főnix (Budapest, 1998)
- Egy barátság története. Féja Géza levelei (Székelyudvarhely, 1998)
- A mítoszok nem halnak meg (Budapest, 1999)
- A szabadság hat napja. Ifjúsági regény; Tinivár, Kolozsvár, 1999
- Változó népi kultúra. Társadalomnéprajzi vizsgálat Havadon (Bukarest, 2000)
- A tündérek ajándéka; Tinivár, Kolozsvár, 2000
- Egy bot csinálta riporter emlékei (Székelyudvarhely, 2001)
- A Nap küzdelme a Föld népéért. Meseregény; Erdélyi Gondolat, Székelyudvarhely, 2001
- Erdélyi sors: tegnap – ma – holnap; Erdélyi Gondolat, Székelyudvarhely, 2001
- Esély a megmaradásra. Az "illyefalvi modell" keresztmetszete; Erdélyi Gondolat, Székelyudvarhely, 2002
- Népi gazdálkodás Havadon (Kolozsvár, 2002)
- Havasok mesemondója. Jakab István meséi; gyűjt. Nagy Olga, Vöő Gabriella, nyelvészeti melléklet Murádin László; Akadémiai, Bp., 2002 (Új magyar népköltési gyűjtemény)
- Nagy Olga–Vekerdi József: A gömböcfiú. Erdélyi cigány mesék; Terebess, Bp., 2002
- Mindentudó dongó. Maros menti népmesék; Erdélyi Pegazus, Székelyudvarhely, 2004
- Öregek és fiatalok könyve. Elmúlt századunk nemzedék- és szemléletváltása Erdélyben. Esszé; Erdélyi Gondolat, Székelyudvarhely, 2005
- Megfulladt a kecske, bajba' a menyecske. Tréfás népi elbeszélések; Erdélyi Gondolat, Székelyudvarhely, 2006
- Vallomások (Budapest, 2010) ISBN 978 963 283 034 6
- A kopasz király és más mesék; Noran Könyvesház, Bp., 2011
- Hagyományőrző népi kultúra. Társadalomnéprajzi vizsgálat Széken; szerk. Keszeg Vilmos; Kriza János Néprajzi Társaság, Kolozsvár, 2016
- Egy újságírónő emlékei; Exit, Kolozsvár, 2017
- Önkorrekcióm története. Válogatott esszék, tanulmányok; szerk. Keszeg Vilmos; Exit, Kolozsvár, 2020